# Тумський міст
Тумський міст (пол. Most Tumski, також відомий як Катедральний міст, пол. Most Katedralny) — двопролітний сталевий міст на заклепках у Вроцлаві, побудований у 1889 році над північним руслом річки Одра між островами Тумським та П'ясек, на місці старого дерев'яного мосту. До 1945 року мав назву Домбрюке (нім. Dombrücke). Він з'єднує вулицю Соборну (Катедральну) з вулицею Пресвятої Діви Марії (Ulica Najświętszej Marii Panny). 15 жовтня 1976 року міст був внесений до реєстру пам'яток Польщі.

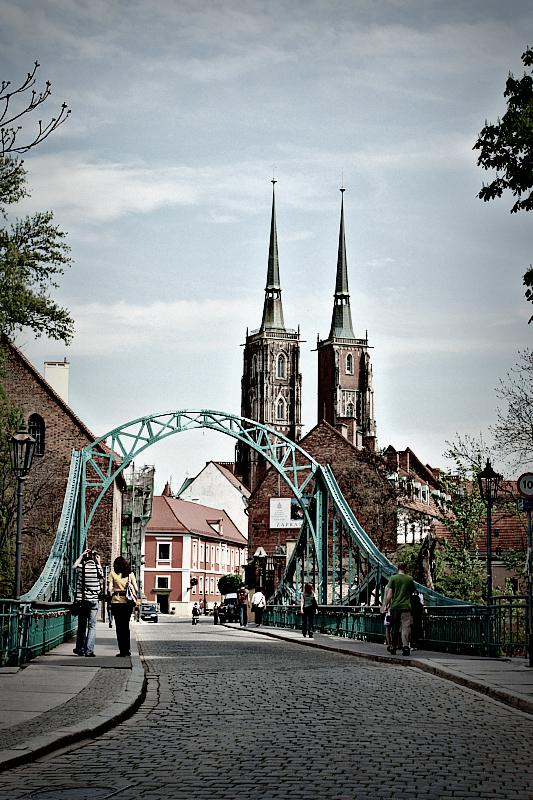
Тумський міст з боку острова П'ясек

## Історія
Попередні мости, що існували на цьому місці принаймні з XII століття, були межею між муніципальною юрисдикцією (на острові П'ясек) та церковною юрисдикцією (на Тумському острові).
Цей міст багато разів руйнувався та ремонтувався. Існує переказ, що описує катастрофу під час процесії на Вербну неділю, що проходила через міст у 1423 році.
Протягом наступних століть він зазвичай функціонував як дерев'яна трикутна балкова конструкція з одним підйомним прогоном. У середині ХІХ століття це була трапецієподібна балкова конструкція з нерозвідним мостом.
Після Другої світової війни на деяких частинах мосту були сліди від снарядів та попадань, тому в 1945 році міст зазнав капітального ремонту. Передостанній капітальний ремонт мосту відбувся у 1992 році.

## Конструкція

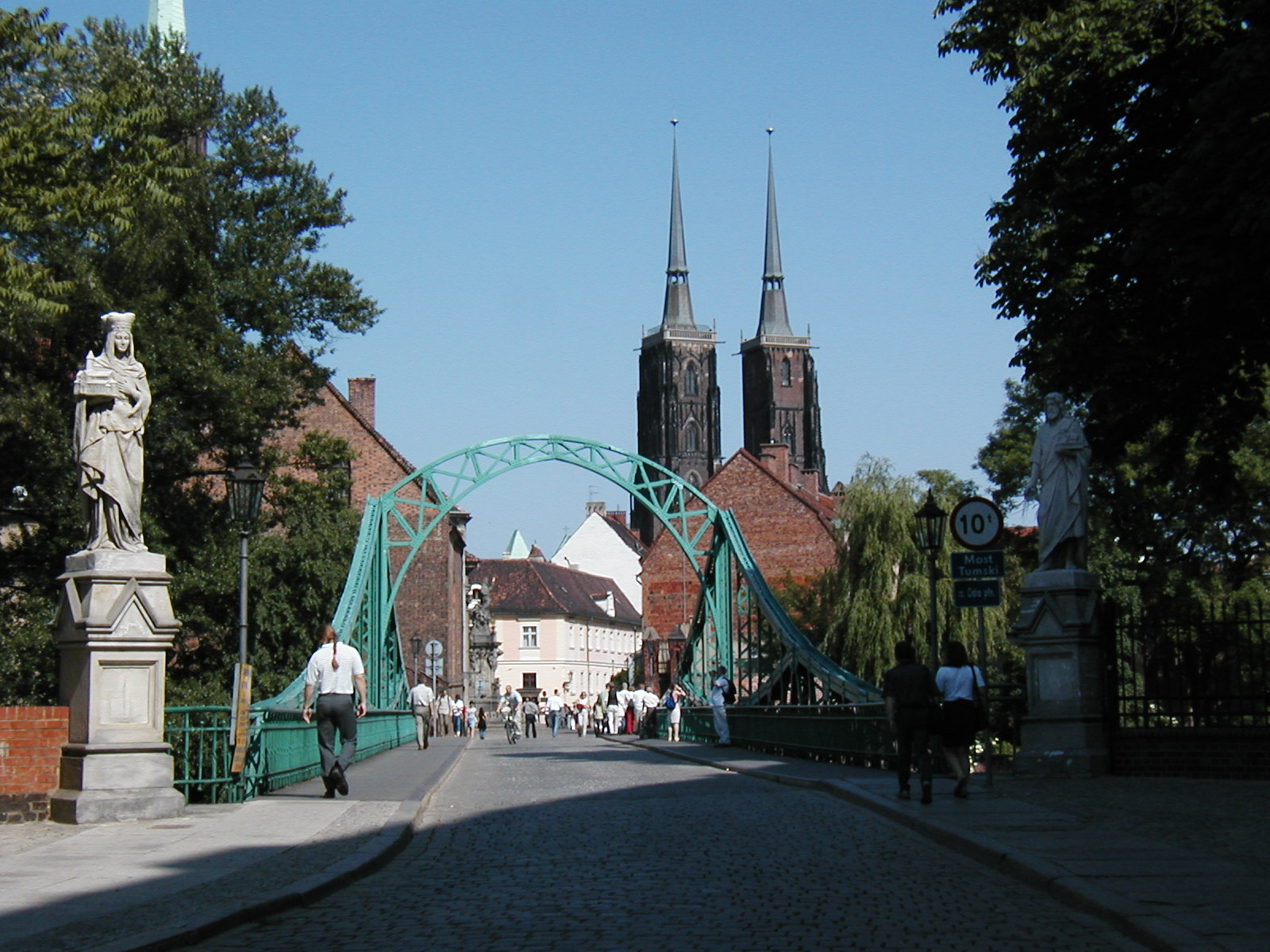
Свята Ядвіга. Тумський міст. 2006

Теперішній міст був побудований у 1888—1889 роках за проєктом інженера Альфреда фон Шольца. Загальна довжина нинішнього сталевого мосту становить 52,19 м, довжини прольо́тів — 25,19 і 25,93 м. Ширина платформи — 6,84 м, ширина дороги на мості становить 4,50 м, а два тротуари мають ширину по 1,17 м. Висота порталу — 6,90 м.
Незважаючи на значну відстань (≈ 150 км) від Вроцлава сталева фермова конструкція системи Гербера була вироблена на металургійному заводі Піла (Pielahütte) в Рудзінеці поблизу Гливиці, бо вже працював водний річковий шлях, що надавав порівняно недорогий і легкий спосіб перевезення елементів мосту на баржі. Портальні ворота і верхня частина ферм насправді не виконують ніяких структурних функцій.

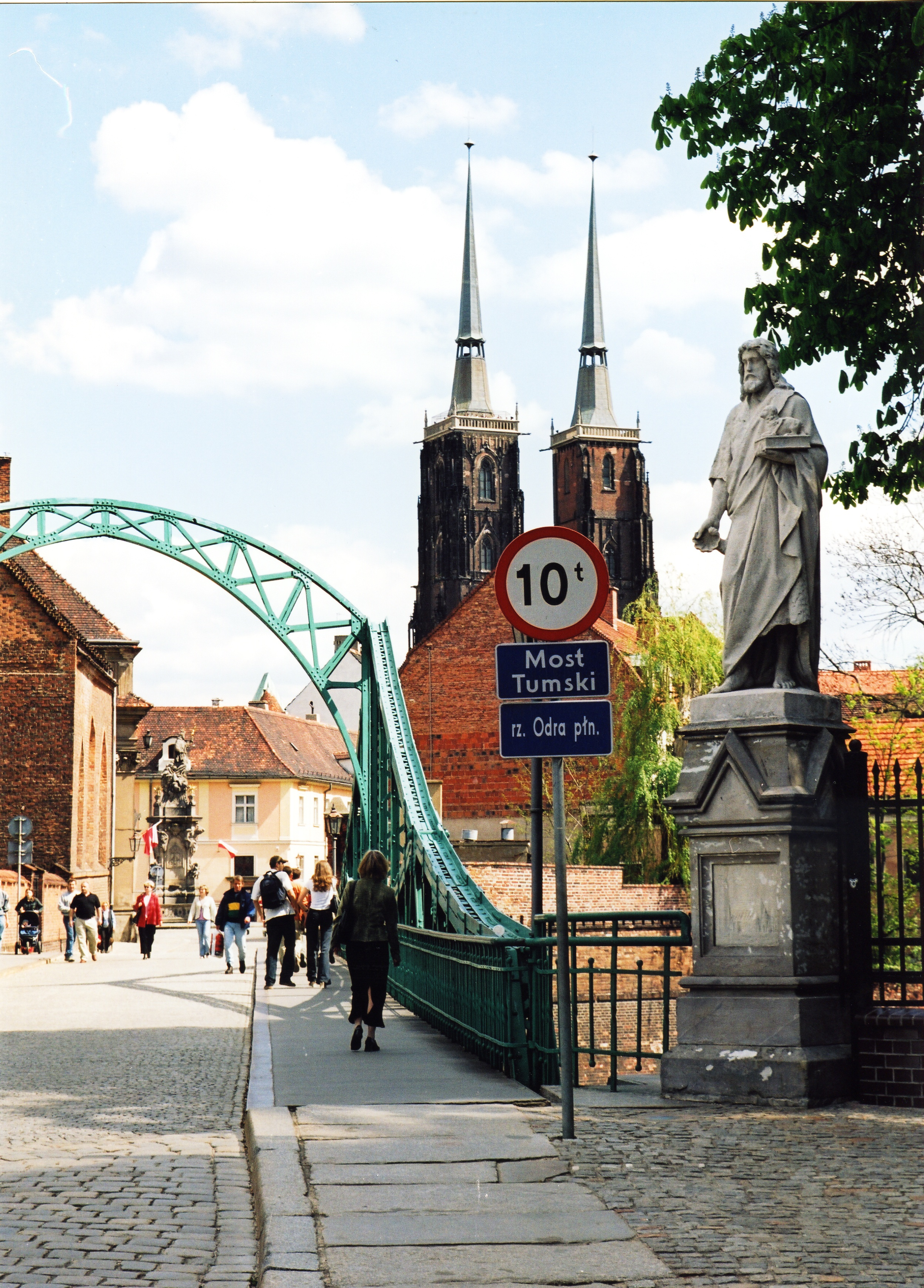
Святий Іван Хреститель. 2009

У зв'язку з його історичним значенням рух будь-яких моторних транспортних засобів без дозволів через цей міст в даний час заборонений, а його максимально допустиме навантаження становить 10 тонн.
Біля входу на Тумський міст з боку острова П'ясек з 1893 року стоять дві неоготичні фігури роботи вроцлавського скульптора Ґустава Ґрюненберґа, зліва стоїть статуя святої Ядвіги, покровительки Силезії, а справа — святого Івана Хрестителя, покровителя Вроцлава.

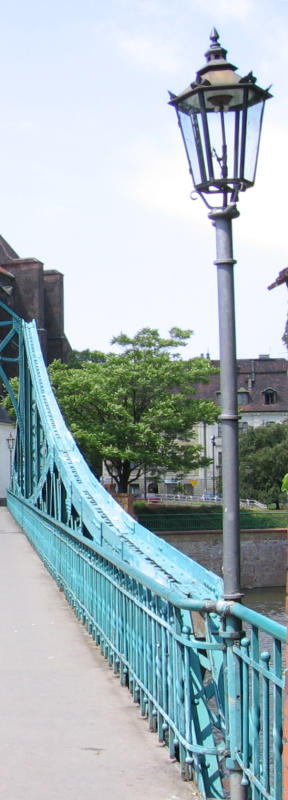
Газовий ліхтар

На Тумському мості є старовинні газові ліхтарі (Gasbeleuchtung), які запалюють ручним способом.
У липні 2019 року міст був повністю закритий для руху (для пішоходів також) на кілька місяців через загальне оновлення конструкції. Реконструкція передбачала: очищення та ремонт кам'яних опор мосту, ремонт проїжджої частини, оновлення дорожнього покриття (асфальт замінили кам'яною плиткою), очищення піскоструминною обробкою та виготовлення нового покриття сталевих частин мосту, ремонт та заміна пошкоджених та корозійних елементів, доповнення заклепок, яких бракує. В ході ремонту було здійснене очищення мосту від іржі, забезпечений його антикорозійний захист та міст пофарбували, він набув нового, красивого темно-зеленого кольору.

## Цікаві факти

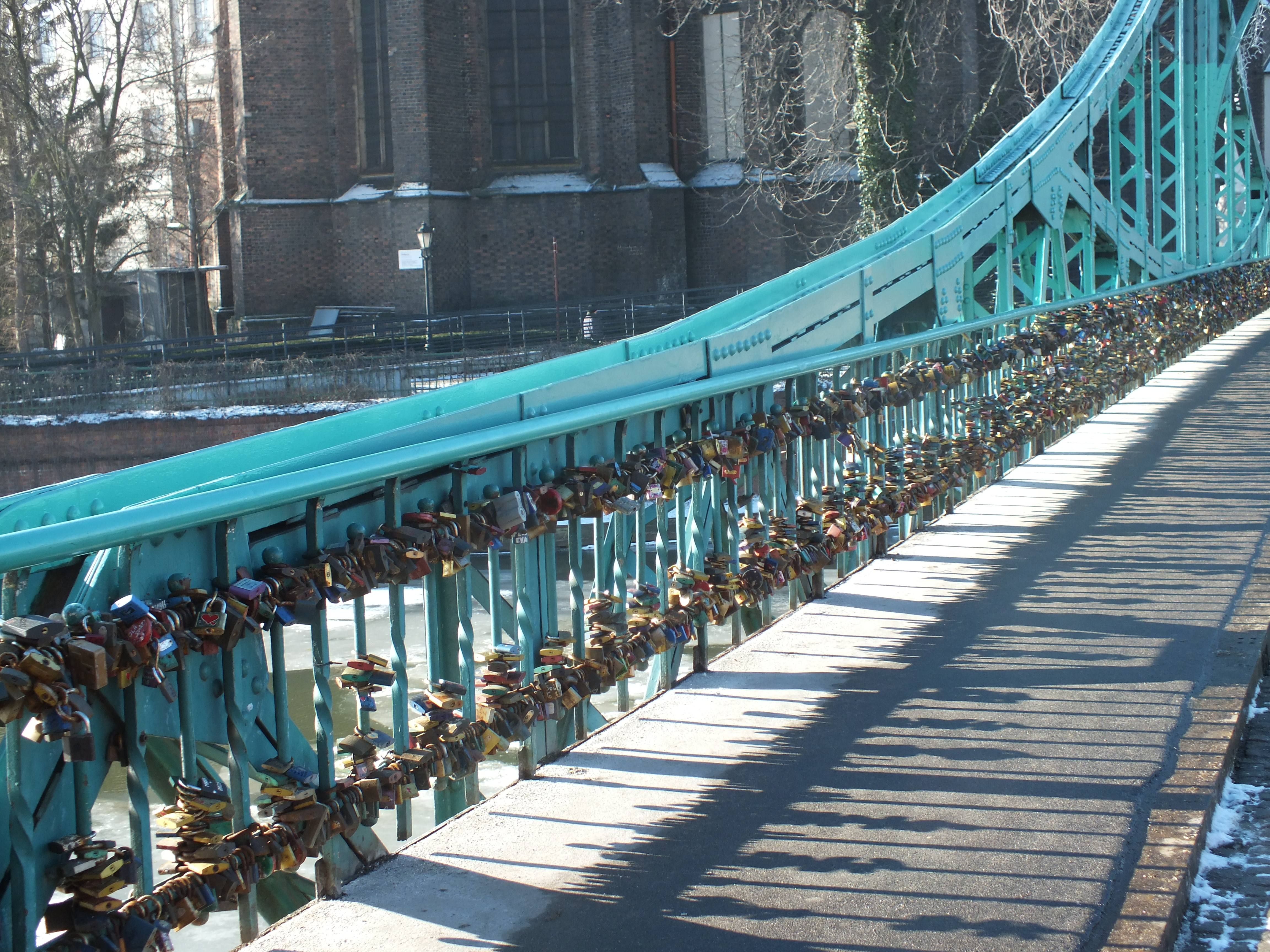
Колодки кохання

Багато закоханих пар, які приїздили до Вроцлава, вважали своїм обов'язком залишити символ свого міцного кохання, повісивши металеву колодку на перилах мосту. Недавно, перед реставрацією Тумського мосту 2020 року, яка коштувала 3 мільйони злотих, міське керівництво змушене було зняти ці символи вічної любові і завезти їх на склад Управління дорожнього та міського обслуговування, де бажаючі можуть розшукати свій замόк, щоб зберегти його для нащадків. Загальна вага всіх символів кохання становить приблизно 12 тон. Після ремонту заборонили вішати нові колодки принаймні протягом наступних 10 років. Однак традиція вижила, і закохані швидко знайшли вільний простір на балюстраді сусіднього бульвару, що прилягає до мосту.